# Singles II (甲斐バンド to 甲斐よしひろのアルバム)
Singles II（シングルス2）は2000年にリリースされた、甲斐バンド to 甲斐よしひろのベスト・アルバム。

## 概要
甲斐バンドの20th～33rd、甲斐よしひろのオリジナル・アナログシングル（3rd～9th）までのカップリングも含めた2枚組シングル集。 一部、未収録となっているものがある。（後述）
アルバム未収録曲やシングル・バージョンの曲など、初CD化された楽曲もある。
ブックレットは入っていない。その代わりに、当時のシングル・ジャケットをCDサイズに再現したレプリカが封入されている。

## 収録曲
- 全作詞・作曲：甲斐よしひろ（特記以外）

### Disc1
「東京の一夜」、「フェアリー」などを除いた殆どがシングルヴァージョン。
1. 無法者の愛
編曲：椎名和夫
2. 観覧車'82
編曲：椎名和夫
3. BLUE LETTER
編曲：後藤次利
4. ブライトン・ロック
編曲：星勝・甲斐バンド・椎名和夫
5. ナイト・ウェイブ
編曲：椎名和夫
6. 呪縛（のろい）の夜
編曲：椎名和夫・甲斐よしひろ
7. シーズン
作詞・作曲：甲斐祥弘、編曲：井上鑑、1st Rhythm Arr：甲斐バンド
8. SLEEPY CITY
作詞・作曲：甲斐祥弘、編曲：後藤次利
9. 東京の一夜 （LIVE）
編曲：甲斐バンド
10. 胸いっぱいの愛 （LIVE）
編曲：甲斐バンド
11. フェアリー（完全犯罪）
編曲：チト河内
12. キラー・ストリート
編曲：甲斐バンド・船山基紀
13. 野獣 -A WILD BEAST-
編曲：チト河内
14. Try
編曲：甲斐よしひろ、ブラスアレンジ：田中一郎
15. 冷血（コールド・ブラッド）
編曲：椎名和夫・甲斐バンド
16. 悪夢
作曲：田中一郎、編曲：田中一郎・甲斐よしひろ
17. ラヴ・マイナス・ゼロ
編曲：椎名和夫
18. 夜のスワニー
編曲：椎名和夫・甲斐バンド

### Disc-2
1. レイニー・ドライヴ
作詞：松尾清憲、作曲：松藤英男、編曲：新川博
2. エコーズ・オブ・ラヴ
作曲：大森信和、編曲：久石譲
3. メガロポリス・ノクターン （KAI VOCAL VERSION）
作詞：松山猛、作曲：松藤英男、編曲：大村憲司
4. レイニー・ドライヴ （BALLADE VERSION (KAI VOCAL) ）
作詞：松尾清憲、作曲：松藤英男、編曲：新川博、Produce：甲斐よしひろ
5. 電光石火BABY
編曲：椎名和夫
6. 夜にもつれて
編曲：椎名和夫
7. レイン
編曲：椎名和夫
8. スロー・キス
Produce：竹田元・田中一郎・甲斐よしひろ
9. I.L.Y.V.M.
Produce：チト河内・甲斐よしひろ
10. I.L.Y.V.M. No,3
Produce：チト河内・甲斐よしひろ
11. ミッドナイト・プラスワン
Produce：甲斐よしひろ・チト河内
12. レッドスター
Produce：甲斐よしひろ・チト河内
13. スウィート・スムース・ステイトメント
Produce：松下誠・甲斐よしひろ
14. ナイト・ウェイブ〜破れたハートを売り物に （LIVE）
編曲：椎名和夫
15. NIGHT TRIPPER
Produce：チト河内・松下誠・甲斐よしひろ
16. TWO MOON JUNCTION （NIGHT TRIPPER REPRISE） （フルバージョン）
Produce：チト河内・甲斐よしひろ
17. 別離（わかれ）の黄昏 （未発表曲）
編曲：甲斐よしひろ
  - 研ナオコに提供した曲のセルフカバー。

## 未収録シングル

### 両面とも未収録
|                                                             | 発売日         | タイトル            | 未収録                                  |
| 甲斐バンド                                                  | 甲斐バンド     | 甲斐バンド          | 甲斐バンド                              |
| ----------------------------------------------------------- | -------------- | ------------------- | --------------------------------------- |
| 24th                                                        | 1983年9月1日   | GOLD                | シングル・アルバムとも同テイク          |
| 28th                                                        | 1984年12月21日 | 野獣 （12inch mix） | 完全生産限定盤、3曲とも12インチ別テイク |
| 再結成以降の全シングル（CDシングル）（36th～）              |                |                     |                                         |
| 甲斐よしひろ                                                |                |                     |                                         |
| KAI FIVE活動休止後の全ソロ・シングル（CDシングル）（9th～） |                |                     |                                         |

### 3曲以上収録によりカップリングの一部が未収録
|              | 発売日         | タイトル                             | 未収録 |
| 甲斐バンド   | 甲斐バンド     | 甲斐バンド                           | 甲斐バンド |
| ------------ | -------------- | ------------------------------------ | --- |
| 22nd         | 1982年12月21日 | ナイト・ウェイブ                     | c/w 2.破れたハートを売り物に （'82リミックス）                                                                             |
| 33rd         | 1986年5月1日   | メガロポリス・ノクターン             | c/w 3.破れたハートを売り物に （プライベート・ルーム・バージョン）、4.ナイト・ウェイブ （プライベート・ルーム・バージョン） |
| 甲斐よしひろ |                |                                      | |
| 7th          | 1990年3月21日  | スウィート・スムース・ステイトメント | c/w 3.かりそめのスウィング （LIVE）                                                                                        |
| 8th          | 1990年7月4日   | NIGHT TRIPPER                        | c/w 3.ミッドナイト・プラスワン （LIVE）                                                                                    |

### 再発シングルによる未収録
|            | 発売日        | タイトル                 | 未収録                                            |
| 甲斐バンド | 甲斐バンド    | 甲斐バンド               | 甲斐バンド                                        |
| ---------- | ------------- | ------------------------ | ------------------------------------------------- |
| 26th       | 1985年12月1日 | フェアリー（完全犯罪）   | c/w マッスル                                      |
| 34th       | 1986年7月23日 | メガロポリス・ノクターン | c/w オクトーバー・ムーン （Single Vocal Version） |
| 35th       | 1988年7月6日  | ちんぴら                 | タイトル曲・c/w シーズン（アルバム・バージョン）  |